# John Radzilowski
John Thaddeus Radzilowski (ur. 21 czerwca 1965 w Ann Arbor) – amerykański historyk specjalizujący się w tematyce Polonii amerykańskiej i historii najnowszej, profesor University of Alaska Southeast.

## Życiorys
Urodził się w Ann Arbor jako syn Tadeusza i Katarzyny z d. Pliska. Ma dwóch braci: Pawła i Stefana. Przodkowie od strony ojca wyemigrowali z Polski do USA pod koniec XIX wieku. Pradziadkowie pochodzili z Bączala Dolnego na Podkarpaciu. W 1988 r. ukończył Catholic University w Waszyngtonie. Licencjat z historii uzyskał na Southwest State University w Marshall w stanie Minnesota w 1989 r. Rok później ukończył szkołę dla nauczycieli NEH Teacher Institute w tym samym mieście. W 1991 r. był asystentem prof. Geralda Kleinfelda na wydziale historii Arizona State University. W 1994 r. uzyskał certyfikat z Sholary Publishing na Arizona State University. W latach 1997–1999 wykładał na Polish American Cultural Institute of Minnesota. Stopień doktora zdobył na Arizona State University w 1999 r. W 2004 r. był adiunktem na DeVry University w Chicago, a od 2005 do 2007 adiunktem na University of Phoenix w Minneapolis oraz University of St. Thomas w Saint Paul i Anoka-Ramsey Community College w Coon Rapids, a w 2007 w Hamline University w St. Paul. Od 2007 r. jest profesorem w University of Alaska Southeast. Należy do stałych współpracowników kwartalnika naukowego Glaukopis.

## Stypendia i granty
- 1985–1988 stypendium od Southwest State University.
- 1989 Research and Writing Grant od Minnesota Historical Society
- 1990 Publication Grant od Minnesota Historical Society
- 1992-1994 stypendium od Kosciuszko Foundation
- 1994-1995 stypendium DeMond Scholarship od Arizona State University
- 1995 Research Grant od Minnesota Historical Society
- 2008-2010 Teacher Education Grant od United States Department of Education i University of Alaska Southeast

## Nagrody i wyróżnienia
- 2009 – „Teaching Award” od DeVry University
- 2008 – „Medal Mieczysława Haimana” za długotrwałą pracę badawczą
- 2006 – „Oskar Halecki Prize” za najlepszą książkę lub historyczną monografię
- 1999 – „Michael Steiner Memorial Award’ za najlepszą dysertację na Arizona State University
- 1999 – NATO Expansion Victory Commendation Medal
- 1998 – Krzyż Kawalerski Orderu Zasługi Rzeczypospolitej Polskiej
- 1995 – „Joseph Swastek Prize” za najlepszy artykuł
- 1992 – „Joseph Swastek Prize” za najlepszy artykuł

## Publikacje książkowe
- Out on the Wind. Poles and Danes in Lincoln County. 1992, 1995
- Bells Over the Prairie. 125 Years of Holy Trinity Catholic Church. 1995
- To Call It Home. The New Immigrants of Southwestern Minnesota. 1996 (wspólnie z Joseph Amato)
- Prairie Town. A History of Marshall, Minnesota 1872–1997. 1997
- Community of Strangers. Change, Turnover, Turbulence and the Transformation of a Midwestern Country Town. 1999 (wspólnie z Joseph Amato)
- Polish Immigrants, 1890–1920 with Rosemary Wallner. Coming to America Series. 2002
- Poland’s Transformation. A Work in Progress. 2003 (red. z Marek Jan Chodakiewicz i Dariusz Tołczyk)
- Spanish Carlism and Polish Nationalism. The Borderlands of Europe in the Nineteenth and Twentieth Centuries. 2003 (red. z Marek Jan Chodakiewicz)
- The Eagle and the Cross. A History of the Polish Roman Catholic Union of America 1873–2000. 2003
- Poles in Minnesota. 2005
- Minnesota. On the Road History Series. 2006
- Travellers History of Poland. 2007, 2013
- Ukrainians in North America. 2007